# NBSみんなの信州
『NBSみんなの信州』（エヌビーエスみんなのしんしゅう）は、長野放送で2019年4月1日から放送されているローカル報道番組。また、この項目では、2022年4月4日から2023年3月31日まで放送された「みんなの信州サキドリ」についても述べる。

## 概要
キー局・フジテレビジョンが『Live News it!』をスタートさせることに伴い、『NBSプライムニュース みんなの信州』の後継番組として放送開始。
「発見と納得」をテーマに、信州のニュースをわかりやすく、詳しく伝える。
主なニュースは長野放送のホームページに掲載、Yahoo地域ニュースやFNNプライムオンラインでも配信。また、LINEでも週3回、ダイジェスト配信をしている。

## 現在の出演者
- 重盛赳男（長野放送アナウンサー、2019年9月30日 - 、キャスター）
- 小宮山瑞季（長野放送アナウンサー、2021年1月6日 - 、キャスター）[1][2][3][4][5]
- 岸本慎太郎（2023年4月3日 - 、気象予報士）

## 過去の出演者
| 期間      | 期間       | キャスター | キャスター | キャスター | 気象予報士 | 気象予報士 | 気象予報士        | 気象予報士        |
| 期間      | 期間       | 男性       | 女性       | 女性       | 気象予報士 | 気象予報士 | 気象予報士        | 気象予報士        |
| 期間      | 期間       | 男性       | 月・火曜   | 水 - 金曜  | 月・火曜   | 水曜       | 木曜              | 金曜              |
| --------- | ---------- | ---------- | ---------- | ---------- | ---------- | ---------- | ----------------- | ----------------- |
| 2019.4.1  | 2019.9.27  | 宮本利之   | 坂本麻子   | 坂本麻子   | （不在）   | （不在）   | 星野朋美          | 星野朋美          |
| 2019.9.30 | 2020.7.31  | 重盛赳男   | 坂本麻子   | 坂本麻子   | （不在）   | （不在）   | 星野朋美          | 星野朋美          |
| 2020.8.3  | 2020.12.25 | 重盛赳男   | 坂本麻子   | 坂本麻子   | 杉本麻衣子 | （不在）   | 星野朋美          | 星野朋美          |
| 2021.1.11 | 2021.6.25  | 重盛赳男   | 戸田山貴美 | 小宮山瑞季 | 杉本麻衣子 | （不在）   | 星野朋美          | 星野朋美          |
| 2021.6.28 | 2021.7.2   | 重盛赳男   | 小宮山瑞季 | 小宮山瑞季 | 杉本麻衣子 | （不在）   | 星野朋美          | 星野朋美          |
| 2021.7.5  | 2021.8.20  | 重盛赳男   | 小宮山瑞季 | 小宮山瑞季 | 出口美香   | 出口美香   | 星野朋美          | 星野朋美          |
| 2021.8.23 | 2021.10.29 | 重盛赳男   | 小宮山瑞季 | 小宮山瑞季 | 出口美香   | （不在）   | 出口美香          | 出口美香          |
| 2021.11.1 | 2021.12.24 | 重盛赳男   | 小宮山瑞季 | 小宮山瑞季 | 出口美香   | 出口美香   | 出口美香 星野朋美 | 出口美香 星野朋美 |
| 2022.1.4  | 2022.9.30  | 重盛赳男   | 小宮山瑞季 | 小宮山瑞季 | 出口美香   | 出口美香   | 出口美香          | 出口美香          |
| 2022.10.3 | 2023.3.31  | 重盛赳男   | 小宮山瑞季 | 小宮山瑞季 | 出口美香   | 出口美香   | 出口美香          | 杉本麻衣子        |
| 2023.4.3  |            | 重盛赳男   | 小宮山瑞季 | 小宮山瑞季 | 岸本慎太郎 | 岸本慎太郎 | 岸本慎太郎        | 岸本慎太郎        |

## 代行について（2021年 - ）
- 2021年3月17日 - 19日は重盛が春季休暇のため、松山航大が担当。
- 2021年6月17日 - 23日は重盛がゴールデンウィークのため、17、18日は松山航大が、21日 - 23日は小川功二が担当。
- 2021年9月23日・24日は小宮山が夏季休暇のため、戸田山貴美が担当。これにより戸田山は本番組降板後約3か月ぶりの出演となった。
- 2021年10月6日 - 8日は重盛が夏季休暇のため、小川功二が担当。
- 2021年11月4日・5日は重盛に代わり、4日は小川功二が、5日は松山航大が担当。
- 2021年11月22日 - 24日は小宮山に変わり、戸田山貴美が担当。
- 2022年2月16日は小宮山に代わり、戸田山貴美が担当。

## 主なコーナー
- ニュース
  - 重盛と小宮山が信州で起きた出来事の中から知っておきたい情報を分かりやすく伝える。重盛と小宮山、長野放送の記者が取材する場合もある。
- 天気コーナー
  - 岸本が重盛か小宮山と共に県内の天気予報を地点ごとに詳しく伝える。
- 特集
  - 重盛、小宮山が信州の人間、物、心を掘り下げ、生活のヒントや活力になる情報を伝える。重盛か小宮山がナレーションを担当。また重盛と小宮山は、取材を担当する場合もある。
- まるっと!→newsまるっと!
  - 『Live News イット!』18時台関東ローカル枠の同名コーナーを18:55まで同時部分ネット。
- わが家のあいどる
  - 信州の家で飼われているペットを紹介する。最後に重盛と小宮山がコメントして、下記の「みんなのベストショット」に続く。
- みんなのベストショット
  - 視聴者から送られてきた、写真を2つ紹介する。こちらも、最後に重盛と小宮山がコメントして、下記のエンディングへ続く。
- エンディング
  - 今日伝えたニュースを振り返り、天気予報なども簡単に振り返っていく。最後は重盛が「今夜の（今週の）『みんなの信州』はこの辺で失礼します。」といった後に小宮山・岸本が「失礼します。」と挨拶し、放送終了する。コマーシャルメッセージで次番組へ。

## 放送時間
月 - 金曜
- 17時48分 - 19時（県内向けローカルパートは18時09分 - 18時45分30秒、18時55分 - 19時）→18時09分 - 19時（県内向けローカルパートは18時09分 - 18時45分30秒、18時55分 - 19時）
  - 16時48分 - 17時48分は「Live News イット!」のタイトルで、冒頭2分間、県内ニュース、当番組の告知を放送する他は全て東京・フジテレビから放送[6]。なお、2019年9月27日までは、16時49分からのスタートで県内のニュースを放送していたが、同月30日から2020年9月25日までは編成上の開始時刻がフジテレビにおける『 - イット!』の第1部（当時・現在の第2部）の開始時刻と同じ16時50分に設定され全編東京発となっていた。
  - 後述の通り2022年4月4日からは『NBSみんなの信州サキドリ』開始のため、冒頭の県内ニュースは廃止され、県内向けローカルパート開始の18時09分から「NBS みんなの信州」として放送される。各種番組表では16時45分 - 16時50分を『みんなの信州サキドリ』、16時50分 - 18時09分を『イット!』、18時09分 - 19時を『NBSみんなの信州』とそれぞれ表記している。

## みんなの信州サキドリ
「発見と納得」をテーマに、信州のニュースを「サキドリ」で伝える。キャスターは、月曜・水曜・金曜は小宮山、火曜・木曜は重盛。
2022年4月4日から、同じ枠で放送されている、「ドラマ∞」を3分繰り上げ（「こんやの天気予報」終了による）、また、16時48分から50分の県内ニュースを廃止し、16時45分から50分に放送されている。
県内の最新ニュースとその日の県内の天気予報、本編の予告を伝え、ステブレレスで『Live News イット!』に接続する。
2023年4月3日から『Live News イット!』をフルネットするのに伴い、同年3月31日をもって終了した。